# Julian canosa
Julián Canosa (Buenos Aires, Argentina, 29 de enero de 1999) es un futbolista profesional argentino-español. Se desempeña como defensor (lateral izquierdo o zaguero central) y su equipo actual es el Club Social y Deportivo Liniers de la Primera B Metropolitana.

## Trayectoria

### Excursionistas
Debutó profesionalmente en 2018 con Club Atlético Excursionistas, donde se mantuvo hasta 2022. Con el equipo del Bajo Belgrano jugó 47 partidos, marcó 1 gol y logró 18 vallas invictas.

### General Lamadrid
En 2023 fichó por Club Atlético General Lamadrid.  
En su primera temporada disputó 32 partidos, con 12 vallas invictas y 1 gol convertido.  
Durante 2024 jugó 31 encuentros, con 17 arcos en cero y 3 goles, siendo parte del equipo que se consagró campeón del Torneo Apertura 2024.

### Liniers
En 2025 se incorporó a Club Social y Deportivo Liniers, donde continúa su carrera profesional. Hasta la fecha acumula 18 partidos disputados, con 6 vallas invictas.

## Estilo de juego
Defensor de 1,85 m, se caracteriza por su firmeza en la marca, capacidad de anticipo y buen juego aéreo. Puede desempeñarse tanto como lateral izquierdo como defensa central, lo que le otorga polivalencia táctica. Además, destaca por su salida limpia desde el fondo y su aporte ofensivo en jugadas de pelota parada.  

## Estadísticas

### Clubes
| Club                            | Temporada | Partidos | Goles | Vallas invictas |
| ------------------------------- | --------- | -------- | ----- | --------------- |
| Club Atlético Excursionistas    | 2018-2022 | 47       | 1     | 18              |
| Club Atlético General Lamadrid  | 2023      | 32       | 1     | 12              |
| Club Atlético General Lamadrid  | 2024      | 31       | 3     | 17              |
| Club Social y Deportivo Liniers | 2025-     | 18       | 0     | 6               |

## Títulos

### General Lamadrid
- Torneo Apertura 2024 – Primera C (Argentina)